# Dibob
 (septembre 2013).
Dibob est un groupe de punk rock brésilien, originaire de Rio de Janeiro. Le nom du groupe vient du portugais de bobeira (prononcer di bobéra) qui se rapproche de "pour s'amuser". En effet, le groupe a commencé à jouer "pour s'amuser" lors des fêtes qu'organisaient leurs amis. Ils ont alors décidé de créer un "véritable" groupe.

## Biographie
Le groupe commence en tournée en 2001, avant d'enregistrer et de publier son premier album O Fantástico Mundo Dibob en 2004. Le groupe est diffusé sur les chaines de radio locales et participes à divers grands festivals. En 2007 sort leur deuxième album studio, intitulé A Ópera do Cafajeste, au label Som Livre. En 2009 Dedeco quitte le groupe pour se consacrer à ses études universitaires. En 2010 sort l'album Resgate qui comprend des reprises de morceaux issus des années 1980 et 1990. Le 28 avril 2011, le groupe annonce sa séparation.
Le groupe effectue un retour au Rock Talk Brasil en 2015.

## Membres
- Dedeco: chant, guitare
- Gesta: chant, basse
- Miguel: guitare
- Falcon: batterie

## Discographie

### Album démo
- (2003) Markebra

### Album d'atelier
- (2004) O Fantástico Mundo Dibob
- (2007) A Ópera do Cafajeste
- (2010) Resgate